# Myomorpha
Los miomorfos (Myomorpha) son un suborden de mamíferos roedores que incluye, entre otras especies, los hámsters, los lemmings, los gerbos, los topillos y campañoles, así como los ratones y las ratas.

## Taxonomía
Los miomorfos son 1137 especies vivas incluidas en dos superfamilias y siete familias:
- Superfamilia Dipodoidea

Familia Dipodidae
Familia Sminthidae
Familia Zapodidae
- Superfamilia Muroidea

Familia Platacanthomyidae
Familia Spalacidae
Familia Calomyscidae
Familia Nesomyidae
Familia Cricetidae
Familia Muridae